# Johann Gottfried Redlich
Johann Gottfried Redlich († nach 1765) war ein leitender kursächsischer Beamter. Er war Amtmann des kursächsischen Amtes Arnshaugk.

## Leben und Wirken
Im Jahre 1765 ist Redlich als Amtmann in Arnshaugk im Neustädter Kreis nachweisbar.